# Catequilla

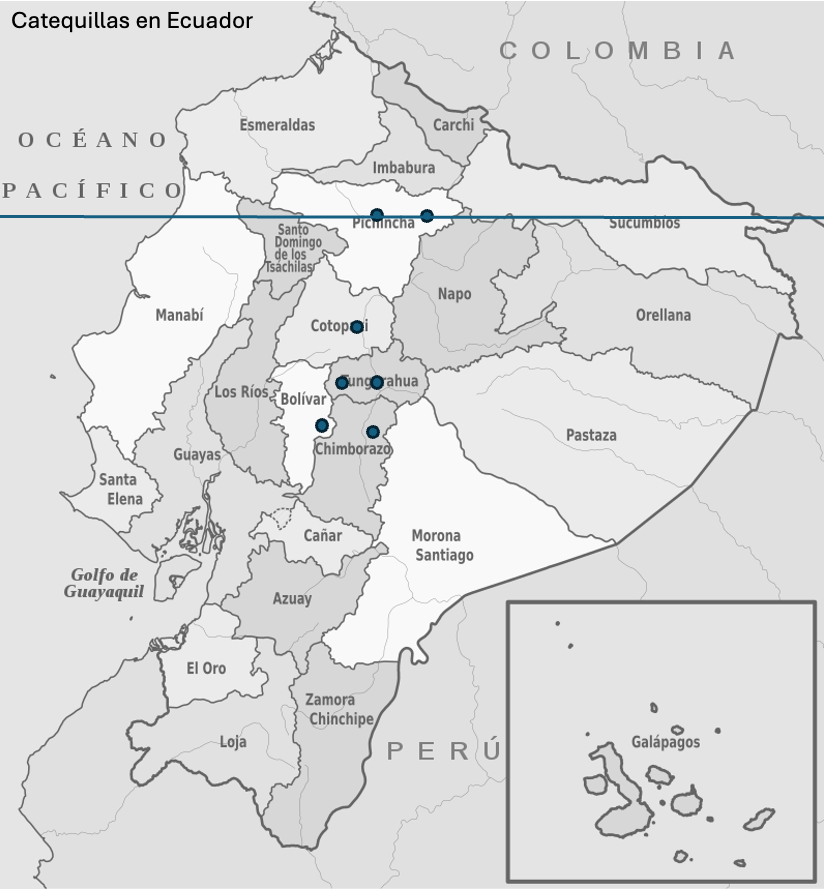
Ubicación de los siete manantiales Catequilla en Ecuador.

Catequilla es el nombre de siete lugares que se encuentran en Ecuador. Se cree que formaban parte importante del rito del catequillado que a su vez era parte del culto a Catequil, bastante difundido entre los señoríos étnicos de Ecuador y que es compartido en Colombia con la cultura Pasto y en Perú en la cultura Huamachuco. Su nombre hace referencia a un junco acuático y ha sido interpretado como jatiquilla que en lenguas barbacoanas significa siguiendo a la luna.
De especial interés es el sitio arqueológico de procedencia quitu ubicado en la Parroquia San Antonio, cerca de Quito, en la zona del valle de Pomasqui. Tiene una cota de 2638 metros sobre el nivel del mar. Con una vista de 360° y suficiente profundidad de campo como para poder distinguir 25 pueblos antiguos en sus alrededores, se presume que era usado como un mirador, observatorio astronómico y bohío ceremonial aun antes de la llegada de los Incas y que se encuentra frente al Monumento a la Mitad del Mundo, donde la misión geodésica haría mediciones para determinar la forma de la tierra y también ubicar la línea ecuatorial. Otro manantial se encuentra cerca de la "bola de Guachalá", igualmente emplazada en la línea ecuatorial cerca de donde ahora funcional el reloj solar Quitsato. Se han hecho investigaciones astronómicas sobre los discos líticos, su alineación con las estrellas, así como investigaciones arqueológicas para identificar las culturas que llevaron a cabo su construcción.

## Etimología

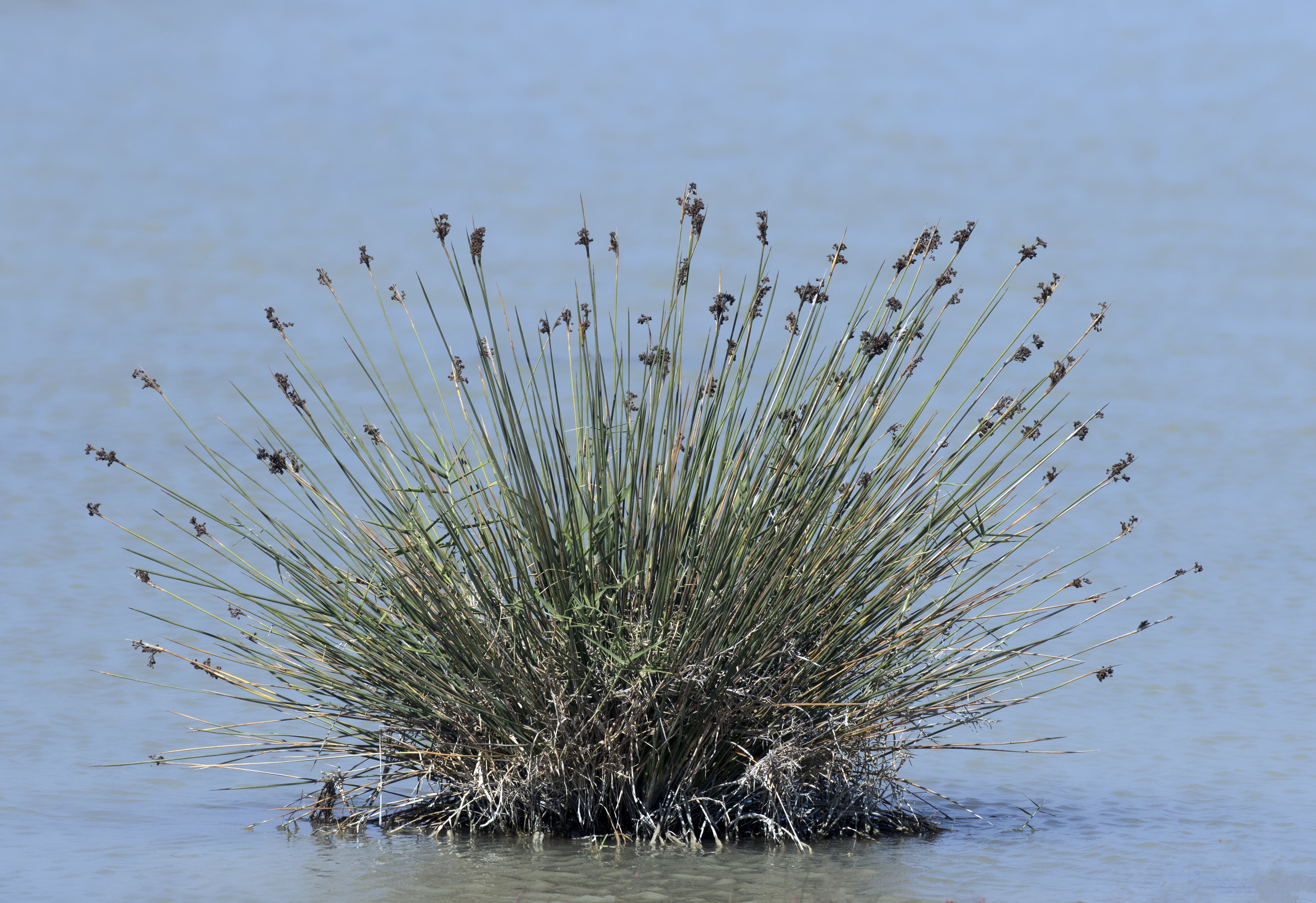
Juncus maritimus

Una de las primeras menciones en las crónicas de Catequilla se encuentra en los escritos de Lope de Atienza que describe a Quito como un lugar "donde se cria un junquillo que ellos llaman catequilla, mal afortunada e infructuosa". En este caso el junquillo hace referencia a la familia de plantas ahora conocidas como Juncaceae, que se conocen por crecer en el agua, en especial el Juncus maritimus. Esto es evidencia de la existencia de las lagunas de Añaquito y Turubamba donde se encontraba este "junquillo" que tenían además uso ceremonial. A esto se añade la evidencia arqueológica existente en el cerro que se encuentra cerca de las ruinas de Rumicucho, al lado del Río Monjas, que se llama Catequilla.
En el estudio "Impacto de la evangelización sobre la cultura indígena en el Reino de Quito" describe el historiador Carlos Freile la creencia preincásica sobre los atributos del catequilla:

Tratando la religión en sí misma constatamos que varios elementos prehispánicos, tanto a nivel de creencias como de costumbres, de que nos hablan los primitivos documentos, perduran hasta nuestros días, lo que es frecuente en el área andina. Así el primer Sínodo enumera como supersticiones la creencia en los poderes mágicos de los eclipses, del arco iris, de los sitios en que crece la catequilla (un junco); insiste también sobre las borracheras rituales que se realizaban con motivo de nacimientos, muertes, terminación de casas...; igual sobre las huacas como fuentes, cerros, entradas a páramos... Cita las costumbres funerarias como preparar comida a los muertos.
Carlos Freile - La iglesia ante la situación colonial

## Culto a Catequil

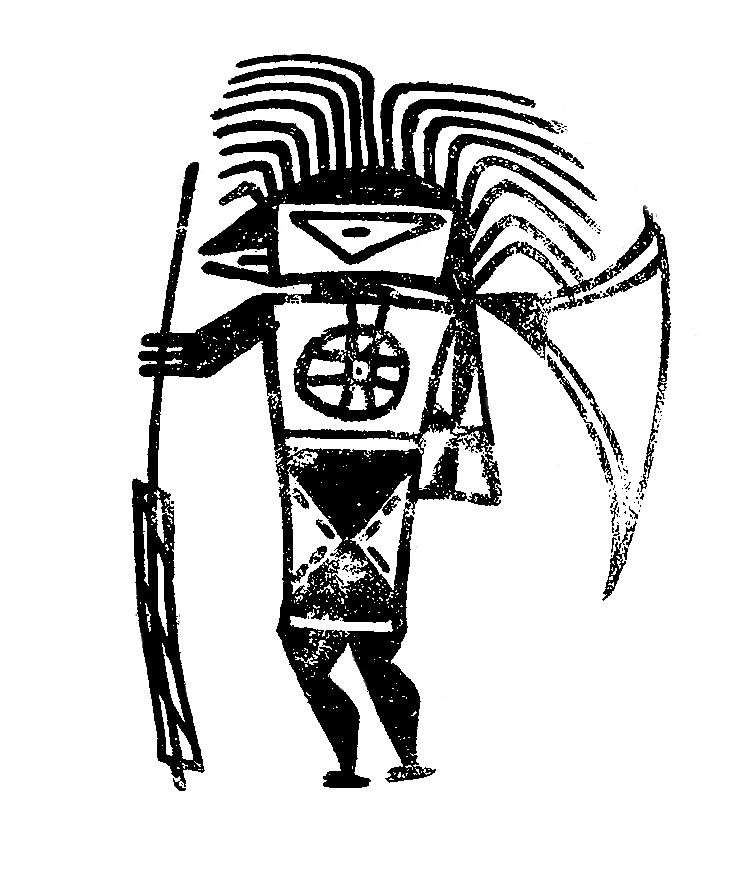
Catequil con la estrella de ocho puntas que simboliza el sol recto.

El dios Catequil tiene su origen en la mitología Puruhá, Quitu y Caranqui y era considerado una deidad acuática que controlaba a muchos animales y tenía poderes mágicos para transmitir al hombre o "catequillado" que se sometía al rito un valor y fortaleza suprahumanos para poder salir victorioso de las pruebas. Vivía en lugares conocidos como "pozas de catequil" o Pilu en lenguas barbacoanas. Estos podrían ser complejos lacustres, ríos, o manantiales que surgen del suelo. Se representa con un bastón que usualmente se lo interpreta como un rayo, convirtiéndolo en la deidad que controla el clima, capaz de lanzar rayos durante las tormentas. Su veneración giraba alrededor de un rito específico en estos manantiales en donde el "teca" o también conocido como el "catequillado" llevaba a cabo un rito de iniciación. Usualmente esto se hacía en cuarto menguante, en la media noche y se buscaba que durante el rito, la luna desaparezca o se hunda en la noche, como lo interpretaban en simbólicamente. Durante este rito, el catequillado debía enfrentar el frío, la soledad y durante el baño a algunos animales tanto mitológicos como reales que vivían en las pozas de catequil, entre ellos destacan los sapos con lo que el ritual iniciaba y las serpientes con el que finalizaba. Ambos animales eran sagrados para los señoríos étnicos de Ecuador.
En resumen el rito de iniciación era el siguiente:

Los jóvenes acuden solos en la noche a una fuente de agua, una poza llena de batracios y se hunden desnudos en ella. Desde el fondo del agua, el Katekil o espíritu de la poza envía diferentes animales para que laman y chupen el cuerpo del joven (ranas, reptiles, etc.), al final surge una serpiente que envuelve el cuerpo humano.“Si en un momento dado le faltaban las fuerzas y la voluntad del katekillado para continuar resistiendo la prueba, enloquecía al instante”
Susana Andrade - Protestantismo Indígena, Capítulo I.

Su culto es distinto al culto de Catequil en Cajamarca ya que existen diferencias en los símbolos y sus representaciones, además de evidencia arqueológica de que existió culto a esta deidad antes de la conquista incaica, lo que refuta la conjetura de John R. Topic quien aboga por un origen cajamarquino y que su expansión se daría bajo Huayna Capac. Para mayor evidencia, en Cajamarca, Catequil era el dios del trueno mientras que para los Puruhuá era Huactahuay la deidad del trueno que era adorada junto con Pillallau.
Dentro de la clasificación de las fiestas en los grupos: familiares, regionales y nacionales, los esposos Costales clasifican a la "Catequilla" como una "ablución mística" que pertenece a las fiestas familiares.

## Los siete catequillas
La forma de identificar un pilu o poza de Catequil se basa en el rito a esta deidad y en general se lo identifica por crónicas o toponimios. Esto significa que en estos siete lugares no eran los únicos donde estas ceremonias de iniciación se llevaron a cabo, sino simplemente los lugares que adoptaron este nombre. Por esta razón son considerados pilus a la cascada de Peguche, las lagunas de Añaquito y Turubamba, las aguas volcánicas de Baños, las ocho pozas de Choconchá en Jipijapa, entre otros. La razón por la que se identificaron a siete lugares como catequilla o jatiquillá aún no está comprobado y solo se sabe que hacen referencia a manantiales o cerros, o las dos cosas. Cuatro de ellos se encuentran dentro de territorio de la cultura Puruhá, dos de ellos en la cultura Panzaleo, uno de ellos emplazado en la línea ecuatorial. El último se encuentra en territorio Caranqui, igualmente en la línea ecuatorial.

### Templo a Catequil sobre el Cerro Zumbi en Chimbo

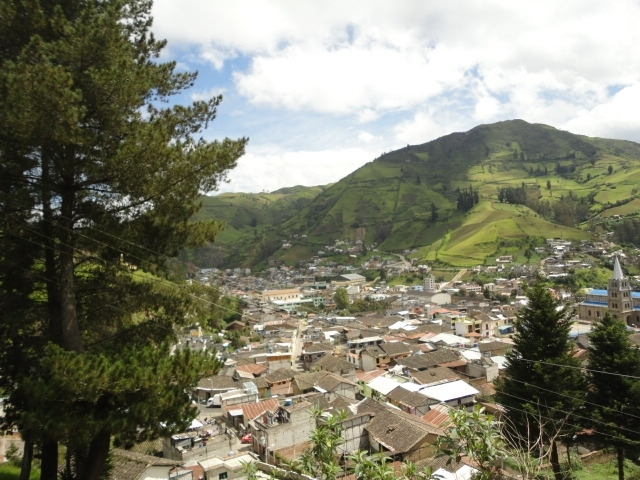
San José de Chimbo, desde la Loma de Catequilla

Cerca del Río Chimbo se han encontrado restos arqueológicos de un templo a Catequil en el cerro Zumbi. Además de esto, existe una loma o montaña pequeña en este lugar que toma como nombre Catequilla. Esto indica que este lugar fue un importante centro religioso y su geografía explica su centralidad a través del río chimbo ya que une la sierra con la costa de Ecuador al surgir del Chimborazo y desembocar en el Yaguachi y a través de él en el rio Guayas. Por esta razón este lugar fue de importancia estratégica y conectaba a los señoríos de la cultura Milagro Quevedo con la Puruhá. Aquí se realizaban ritos sacrificiales que después de la evangelización se convertirían en la tradición del Gallo compadre. Se encuentra a dos kilómetros del centro parroquial de Chillanes, cerca del sistema que forma la cordillera de Payacahuan que significa quebrada vieja. Emplazado sobre el cerro Zumbi, este templo tenía forma rectangular con puertas a cada uno de los costados laterales. Una de ella miraba al occidente y servía para acceder a él, la otra permitía la llegada a la plaza que se usaba en las ceremonias a Catequil. Sus dimensiones son 35 metros de longitud, 25 metros de ancho, sus puertas tenían cerca de 11 metros. La construcción pertenece a la cultura Puruhá específicamente al periodo Guano o San Sebastián. En la actualidad la "Loma de Catequilla" es un balneario de aguas termales y se cree que tiene propiedades medicinales. Se encuentra a pocos minutos de San José de Chimbo. Además, ahí existe un mirador en la vía al Santuario de la Virgen del Guayco, junto al mirador de San José, que sirvió durante las campañas de evangelización y sustitución de idolatrías para difundir la fe católica. La fama de este lugar persistió incluso hasta el siglo XVIII cuando se registró una cura milagrosa a un corregidor del (Corregimiento de San José de Chimbo). En la actualidad sobre la Loma de Catequilla se erige un monumento a San José que da el nombre al poblado San José de Chimbo. Por otro lado "chimbo" hace referencia a la cultura que aquí habitaba, siendo su cacique principal Santiago Pilamunga, originario de Punín, territorio Puruhá. Su hijo recibiría educación nobiliaria en el Colegio de San Andrés. Chimbo se escribe "chimbu" y significa mujer, en lenguas barbacoanas. La primera ancestra o matutata, se llamaba según la mitología "A Chimbu". Por esto también la creencia de que el Chimborazo era una deidad femenina. Dentro de las tradiciones de Chimbo, lugar cerca de donde se encontraba un Catequilla, existía la costumbre de sacrificar a un niño en el tope de la colina, ahora llamada Cruzloma. Originalmente esto se realiza cuando termina el carnaval, en miércoles de ceniza.
Según la tradición oral, los sacrificios se hacían así:

El cacique Susanga, que reinaba en este territorio, antes de la invasión incásica, tenía costumbre de festejar sus triunfos en los combates. Para ello plantaba en la colina del Dios Catequil su trofeo de guerra que era un cráneo humano en el extremo de un palo alto y puntiagudo con el fin de llamar la atención de la gente de la tribu, que de inmediato se reunían centenares de aborígenes. Tan luego que sus guerreros habían escogido la víctima, que por lo regular era un niño de pocos años, lo enterraban dejando al descubierto el cuello y la cabeza; luego comenzaban las ceremonias, su danza ritual alrededor de la víctima y por fin tenía lugar el sacrificio. Armados de masas u hachas filudas trataban, cerrando los ojos, de dar un golpe o un corte certero. Cuando la víctima era degollada, todos acudían a descuartizarla, en medio de gritos y aullidos, sacando las visceras para pintarse con la sangre, de unos a otros, ya que creían mientras se manchaban sus cuerpos, estarían libres del mal aire del sacrificado como también de los muertos del combate y entrarían a la gracia de su dios Catequil como recompensa a la brutalidad de su ofrenda.
El quishihuar o el árbol de Dios: Letras FGH

Susanga es el nombre de la principal colina y a sus pies se encuentra San José de Chimbo. En la actualidad, el Viernes Santo se realiza un Vía Crucis hacia el monumento a San José en el Catequilla. 

### Nuestra Señora de la Fuente del Carmelo de Catequilla en Chambo

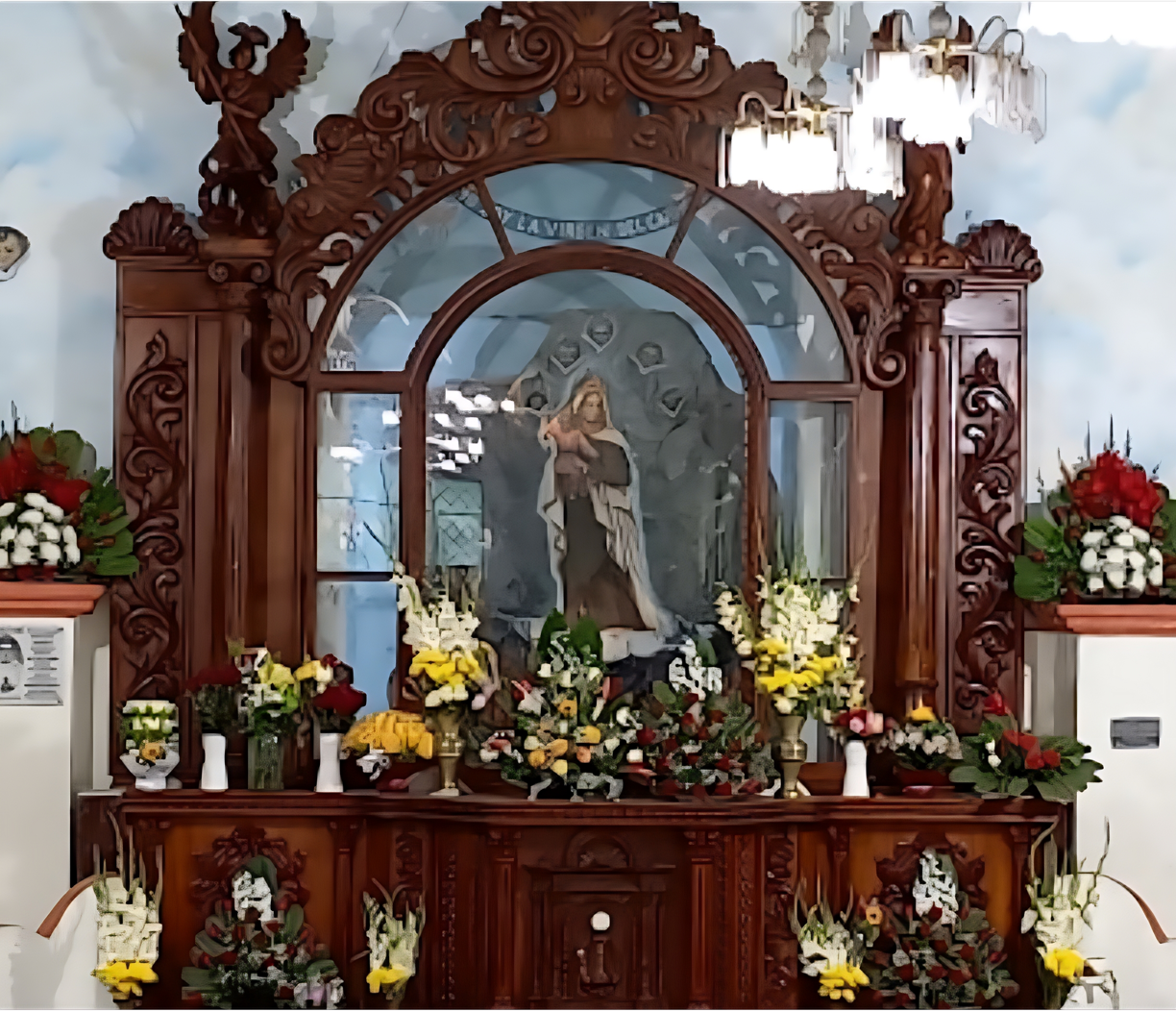
Imagen de Nuestra Señora del Carmen de Catequilla en Chambo, Ecuador.

El Catequilla de Chambo está ubicado al otro extremo, en la cordillera oriental, cerca del Volcán El Altar que a su vez desemboca en el río Pastaza. Ahí se encuentra el Santuario de Catequilla, dedicado a la Virgen del Carmen, cerca del parque central. La tradición oral cuenta que en lo que en la actualiadad es el barrio Catequilla, al este del cantón Chambo, se manifestó la imagen de la Santísima Virgen sobre una imponente piedra. Una indígena llamada Feliciana Pilatuña fue la primera en presenciar la aparición, describiendo a una señora sentada junto a una fuente, lavando su cabello mientras un niño la acompañaba. La mujer de tez blanca le decía al niño en quichua "cate, cate, quilla, quilla" ("camina rápido") antes de desaparecer entre la vegetación. Antes de este suceso, los familiares de Feliciana en Catequilla relataban fenómenos inexplicables, como el surgimiento de una fuente de agua cristalina y la observación nocturna de prodigios celestiales sobre su hogar. Un testimonio significativo fue el de Ubaldina Gavilánez, desahuciada por un médico, quien recibió la indicación de dirigirse a Catequilla para pedir por su salvación y experimentó una curación que consideró milagrosa. Tras los relatos de Feliciana y Ubaldina, se organizaron búsquedas por parte del párroco y los pobladores, inicialmente sin éxito. Semanas después, jóvenes indígenas descubrieron la imagen de la Virgen del Carmelo con el Niño Jesús en una roca. La noticia se difundió rápidamente, atrayendo a numerosos visitantes. Un intento de dañar la imagen con dinamita resultó en un accidente para el comisario local, quien posteriormente ordenó la construcción de una capilla, erigida con la colaboración de los habitantes y una donación del Obispo de Riobamba, quien estableció el 16 de julio como la fiesta de la Virgen. Este evento se considera el mayor acontecimiento católico en Chambo, convirtiendo el lugar en un destino turístico y de devoción.

### Virgen de Santa Lucía en la quebrada de Catequilla en Tisaleo

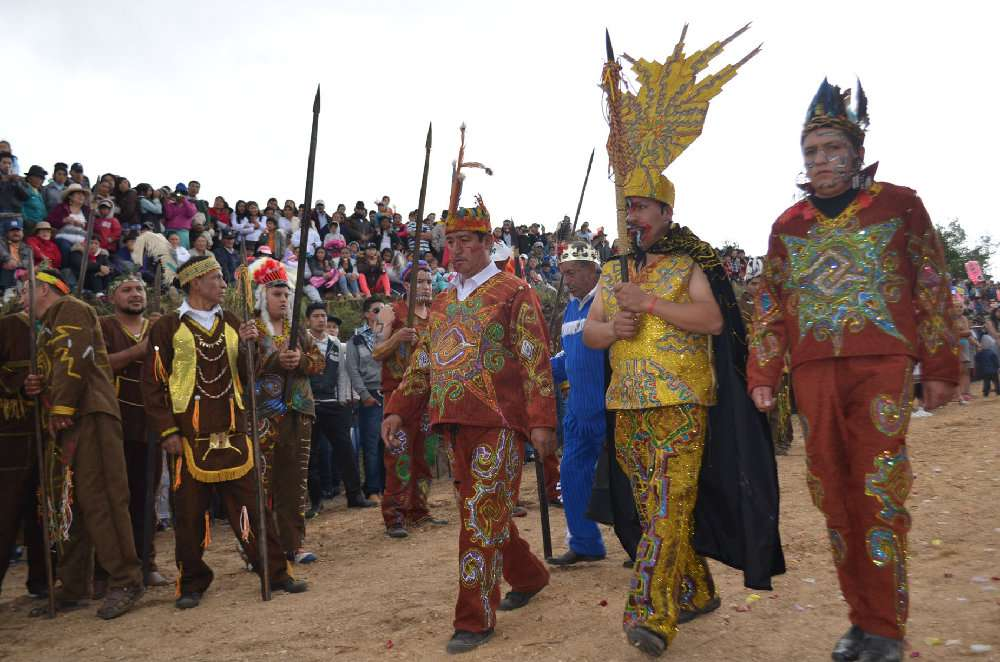
Representación Cultural del Inga Palla

Catequilla de Tisaleo, ubicado en el límite del territorio Puruhá y Panzaleo-Quitu, se la conoce como "quebrada Catequilla" donde además existen manantiales de agua llamados Pogyos. Este ojo de agua se encuentra al lado de una plaza pública que está junto a la quebrada Catequilla. Aquí se cree que apareció en una piedra grande la Virgen Santa Lucía quien es la Patrona de la Vista y se convirtió en la Patrona de Tisaleo cuando la imagen de la virgen fue traída un 13 de diciembre de 1584. En este pueblo existe la Iglesia Matriz de la Virgen Santa Lucía, así como la Gruta Santa Lucía, en el lugar donde se encuentra el manantial en la quebrada de Catequilla y que en la actualidad todavía es lugar de peregrinación por los feligreses. La tradición es frotar en su cuerpo una piedra pequeña, expresar su dolor, hacer una oración de fe y colocar esta piedra sobre la piedra más grande donde está representada la Virgen. En el Pogyo o manantial se cree que hace años fue la base de la existencia de los pobladores del Santa Lucía Centro. Se usaban pondos para trasladar el agua hasta sus casa. En la actualidad todavía brota agua en este lugar pero en menor proporción y es considerado como agua bendita por los feligreses. Este evento está relacionado con la fiesta conocida como Inga Palla es una importante fiesta cultural del cantón Tisaleo en Ecuador, celebrada en la segunda semana de octubre en honor a la Virgen Santa Lucía. Conmemora una batalla de 1534 entre indígenas, liderados por un Cacique (Inga), y los invasores españoles, dramatizando este evento con la presencia de una "Palla" (princesa). 

### Catequilla de Quero y la Virgen del Rosario del Monte

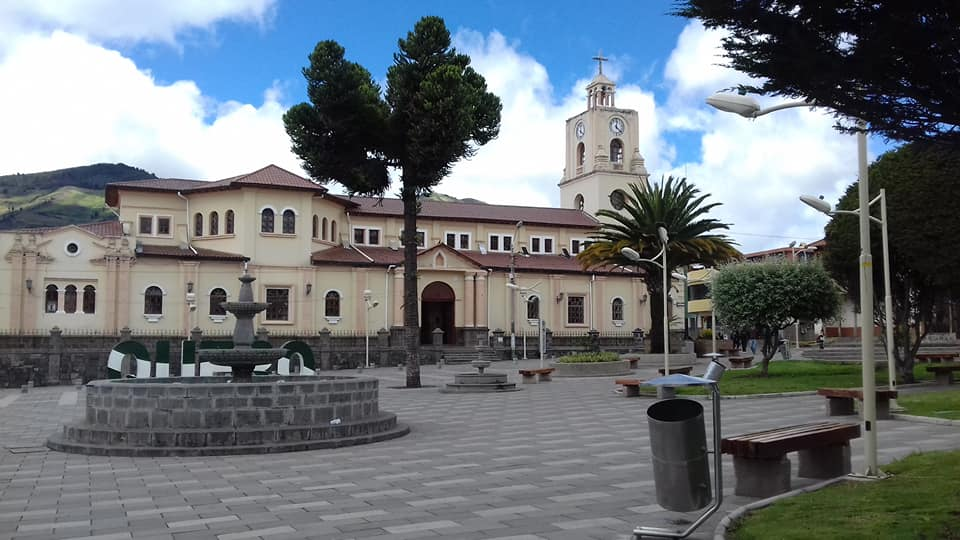
Santuario de Nuestra Señora del Monte de Quero donde está la Virgen del Rosario del Monte

Catequilla de Quero, ubicado en el límite del territorio Puruhá y Panzaleo-Quitu. Forma parte de la Comunidad San José de Puñachizag. En concreto esta comunidad se divide en los barrios Catequilla, La Libertad, Centro, Progreso y San Cristóbal. Sus habitantes se dedican a la agricultura y ganadería. Se encuentra en el cantón de Santiago de Quero que está atravesado por el río homónimo que nace en las cascadas de Jun Jun. En la actualidad el agua que brota del Catequilla de Quero forma parte del sistema de agua potable de la comunidad de San José de Puñachizag. Es una vertiente más, junto a las vertientes Mulmul, Guaygua, Llinllo, Tunel, y Jatuntoro. Quero se encuentra en las faldas del cerro Mulmul donde nace el mito de Sacha Runa, un ser que se cree es una mezcla de oso y humano y habita en shua potrero, en este cerro. En este lugar se desarrollaría la devoción de la Virgen del Rosario del Monte y originalmente se la veneraba en la Ermita del cerro Mulmul, que se ubicaba al lado de un arroyo llamado "agua amarilla", es decir agua luminosa. Se crearía la parroquia eclesiástica en 1797 y posteriormente se trasladaría a la Virgen al Santuario de Nuestra Señora del Monte donde se encuentra en la actualidad.
El nombre de quero se cree que viene de la palabra K'ero que en quechua significa copa o vasos de madera tallada. Esto haría referencia a los tasquis o piguayos en lenguas barbacoanas que formaban parte del rito a Catequil. El vaso tasqui es la representación de las pozas de Catequil y simboliza la cohesión social alrededor de la poza, la unidad de la comunidad. Los tasquis, también conocidos como vaso nido, son fuentes de vida o agua abierta y luminosa. Se ideogrababan como un piguayo que significa recipiente mágico religioso. Con la palabra quero ocurre lo mismo que con hambatu (sapo), amaru (serpiente) o puma: la conquista incaica impuso el idioma y para descifrar el significado según la mitología de los señoríos étnicos de Ecuador es necesario su traducción a lenguas locales, en general de la familia lingüística barbacoana. Por esta razón se usa el término piguayo, tasqui o pilu, que hace referencia a este baso ritual. La traducción de hambatu es usualmente patata, y puma, luquela. Una de las representaciones más importantes de este vaso ritual son las cocinas de brujo de la cultura Milagro Quevedo.

### Catequilla de Latacunga
Catequilla de Latacunga, ubicada cerca del Río Cutuchi, afluente del Patate, es un manantial de agua que es muy valorado hasta la actualidad. Este ojo de agua mineral se cree que está en peligro de desaparecer debido a la contaminación y el cambio climático. Antes el agua era abundante y se usaba para bañarse. Se encuentra sobre el cerro sagrado de Catequilla en donde hasta la actualidad se realizan limpias curativas y actos ceremoniales. Por otro lado la fuente de agua se encuentra entre Pitigua, Tilipulo y Zumbalica Centro. Los pobladores locales suelen llamar a la fuente de agua "mama catequilla". Además, según la tradición "el “cerro” de Catequilla (ser mítico) puede comunicarse con el espíritu de las personas; centenares de historias, leyendas y mitos se tejen alrededor de este ojo de agua mineral, que está a punto de desaparecer debido al cambio climático y al mal uso del espacio." En la actualidad existe una Red Integral Catequilla que busca a través de la sociedad civil rehabilitar este manantial y cuidarlo para su uso comunitario ya que sus aguas sirven para riego de la localidad de Pitigua. Además en el cerro se están llevando a cabo actividades mineras, lo que se está buscando eliminar. Por otro lado en la actualidad se hacen rituales por parte de shamanes, lo que aumenta la contaminación del lugar, una vez que las personas dejan el lugar.

### Catequilla de Guachalá

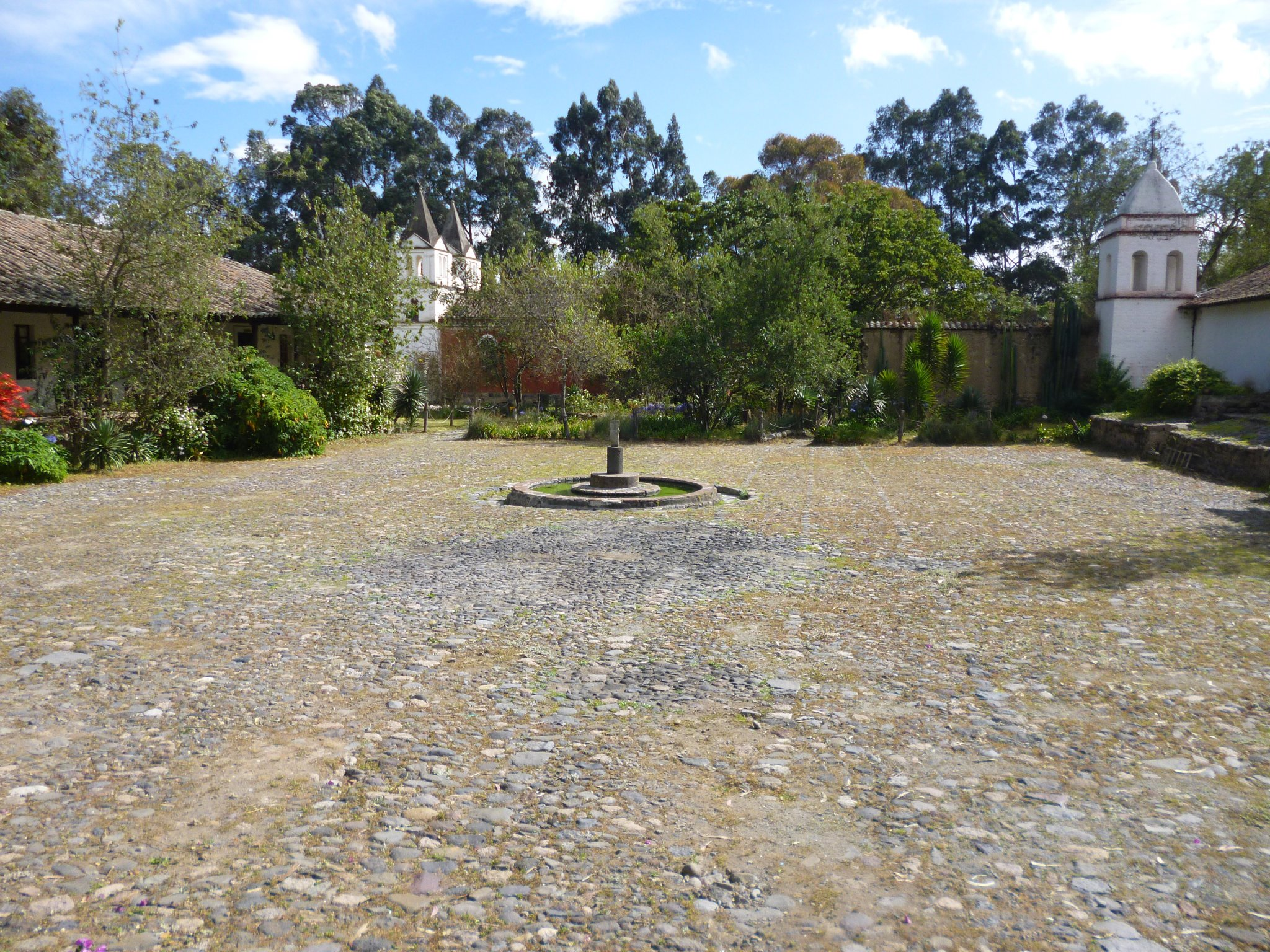
Solar de la Hacienda Guachalá

El Catequilla de Guachalá, se ubicado en la línea equinoccial, cerca de la importante e histórica hacienda Guachalá, que es considerada la primera de Ecuador. Esta hacienda tendría originalmente un territorio de 12000 hectáreas. Se encuentra en la actualidad entre los pueblos de Cayambe y Tabacundo que fueron importantes reducciones de la cultura Caranqui. Sus territorios se encontraban atravesados por la línea ecuatorial y fue además un lugar donde se hospedaron los científicos de la Misión Geodésica. En esta hacienda se construyó en 1580 sobre las ruinas de un antiguo templo inca que a su vez se construiría sobre construcciones caranquis y quitus. En una de sus paredes se encuentra un mural deteriorado que data del año 1757 con una representación del cielo y el infierno. Con la creación de la Parroquia de Cangahua en 1779, las funciones que venía cumpliendo la iglesia de Guachalá fueron trasladadas a otro lugar. Adicionalmente, en lo que otrora fueron sus territorios se encuentra el cerro Catequilla de Guachalá que se cree tenía función astronómica por su ubicación ya que permitía observar los ciclos solares y la totalidad de las constelaciones en el cielo nocturno. Intentando recrear el posible calendario lunisolar que se usaba en estos observatorios el Instituto Nacional Patrimonio Cultural-Quito llevó a cabo la reconstrucción de un recinto mayor en Quitsato en junio de 1997, cerca de lo que fuera el templo de Catequilla de Guachalá. Esta investigación combinó la tecnología satelital con las observaciones arqueológicas con el objetivo de identificar la relación de los recintos circulares de piedra o discos liticos con el entorno de los Andes equinocciales. Se sabe que sobre estos discos líticos se erigían pilares que serían destruidos durante la evangelización por ser considerados idólatras. Los círculos donde se emplazaban sin embargo han sobrevivido hasta la actualidad. Se cree que en los lugares donde caía un rayo generalmente se construían estas plataformas solares. Dentro de la mitología de Ecuador el rayo era considrado la escritura divina por lo cual era adorado. En la actualidad se busca reconstruir el antiguo uso de estos pilares como relojes solares y que formaban parte importante del calendario lunisolar preincáico de los señoríos étnicos de Ecuador. Esto se puede observar en el  Reloj Solar Quitsato.

### San Catequilla de Pichincha

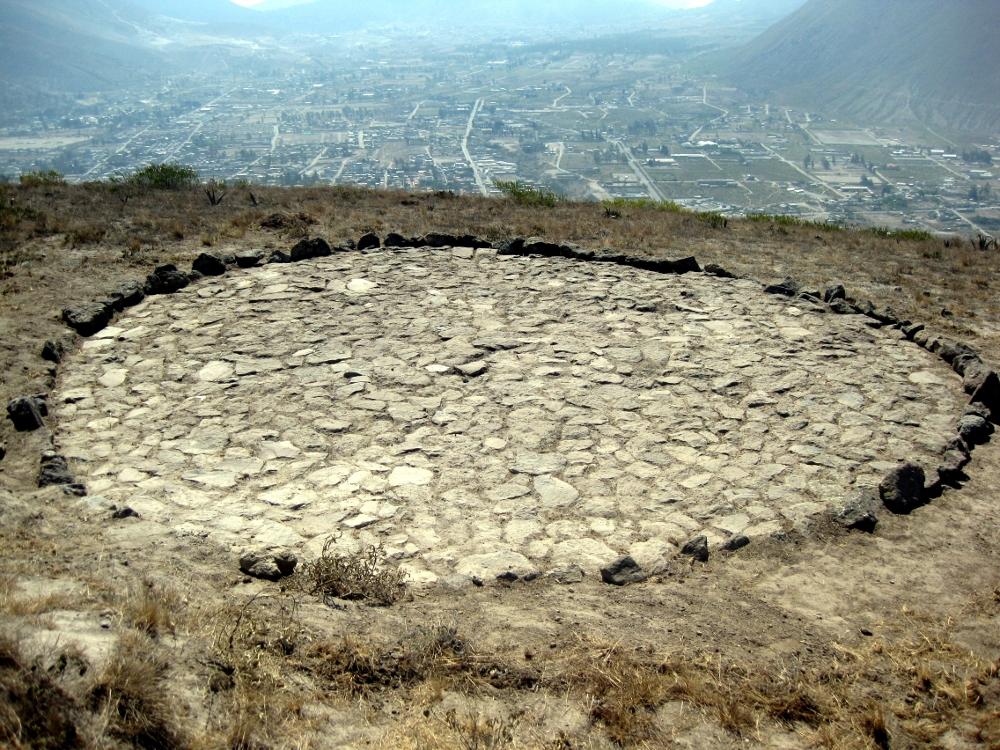
Disco Lítico de origen precolombino

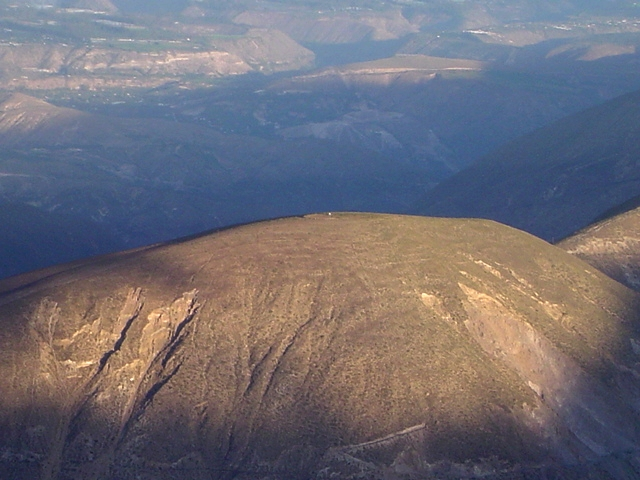
Cerro catequilla

Es el nombre del cerro Catequilla de San Antonio, ubicado en la línea equinoccial frente al monumento a la Mitad del Mundo, al norte de Quito. Está emplazado cerca de varias ruinas arqueológicas, de las cuales existe información desde las crónicas de Garcilaso de la Vega quien afirmaría la existencia de los pilares y columnas de los alrededores de Quito y del norte, en Cayambe e Ibarra. Estos habrían sido destruidos por Sebastián de Benalcázar porque alrededor de ellos se rendía culto idolátrico. Según estudios contemporáneos se cree que los pilares funcionaban esencialmente como gnomones, y a través de ellos los astrónomos preincásicos registraban los cambios en la sombra que el sol proyectaba sobre ellos en determinadas épocas del año.
Dentro de los yacimientos arqueológicos existe uno en particular que tiene un muro que consiste en una pared semicircular de 107 metros de longitud con un diámetro de 68 metros, aunque no se tienen rasgos arquitectónicos claros que demuestren con precisión la delimitación exacta de sus extremos. Se encuentra frente al monumento de la Mitad del Mundo. Tiene una inclinación del extremo oriental hacia el lado sur con un azimut de 113 grados, y una declinación del extremo occidental hacia el lado norte, con un azimut de 293 grados. La altura actual de dicha pared oscila entre los 25cm y 1.20 metros. En base al material fragmentado adyacente, se estima que dicho muro podía tener hasta 2m de alto.
Tras diversas excavaciones arqueológicas realizadas por Oswaldo Tovar, se encontró cerámica de origen Quitu-Caranqui, Inca e inclusive colonial en el sitio, lo que muestra su importancia continua a lo largo de las distintas culturas que han ocupado este territorio.

#### Incógnita de los discos líticos

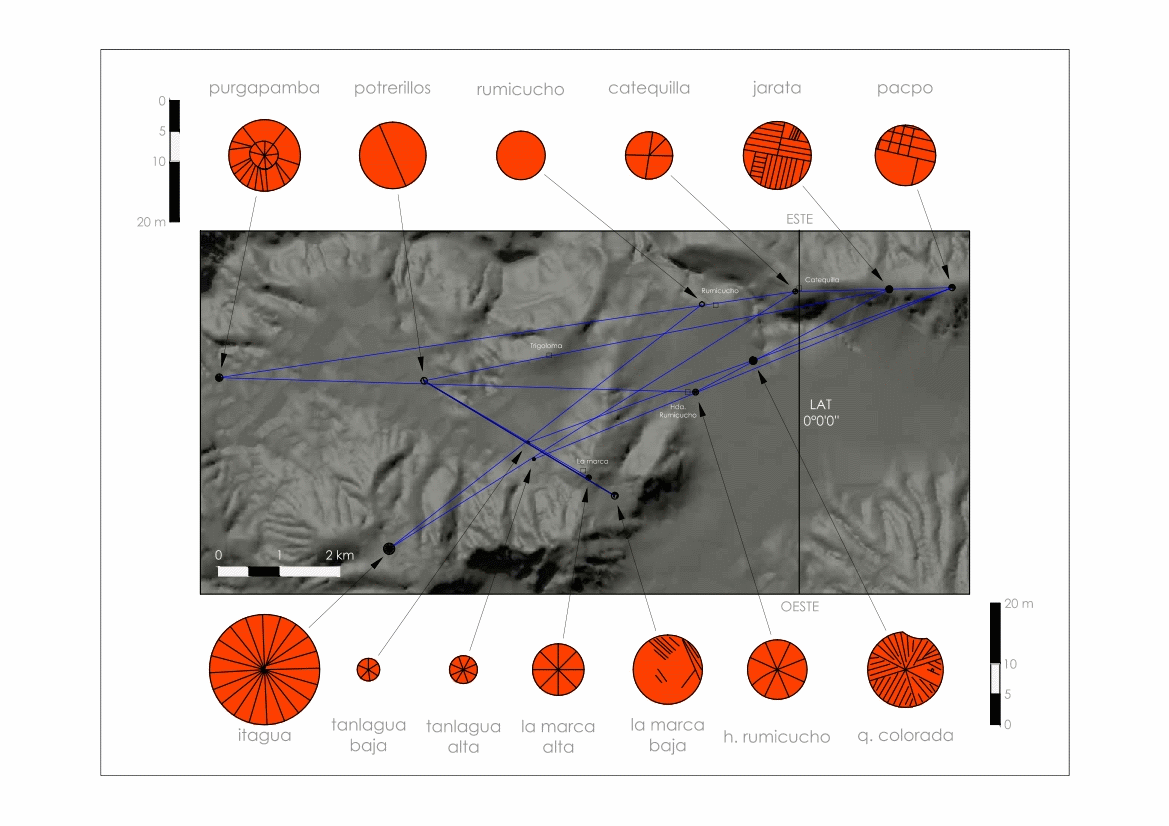
Diagramas de los discos y mapa de los alineamientos encontrados entre los mismos

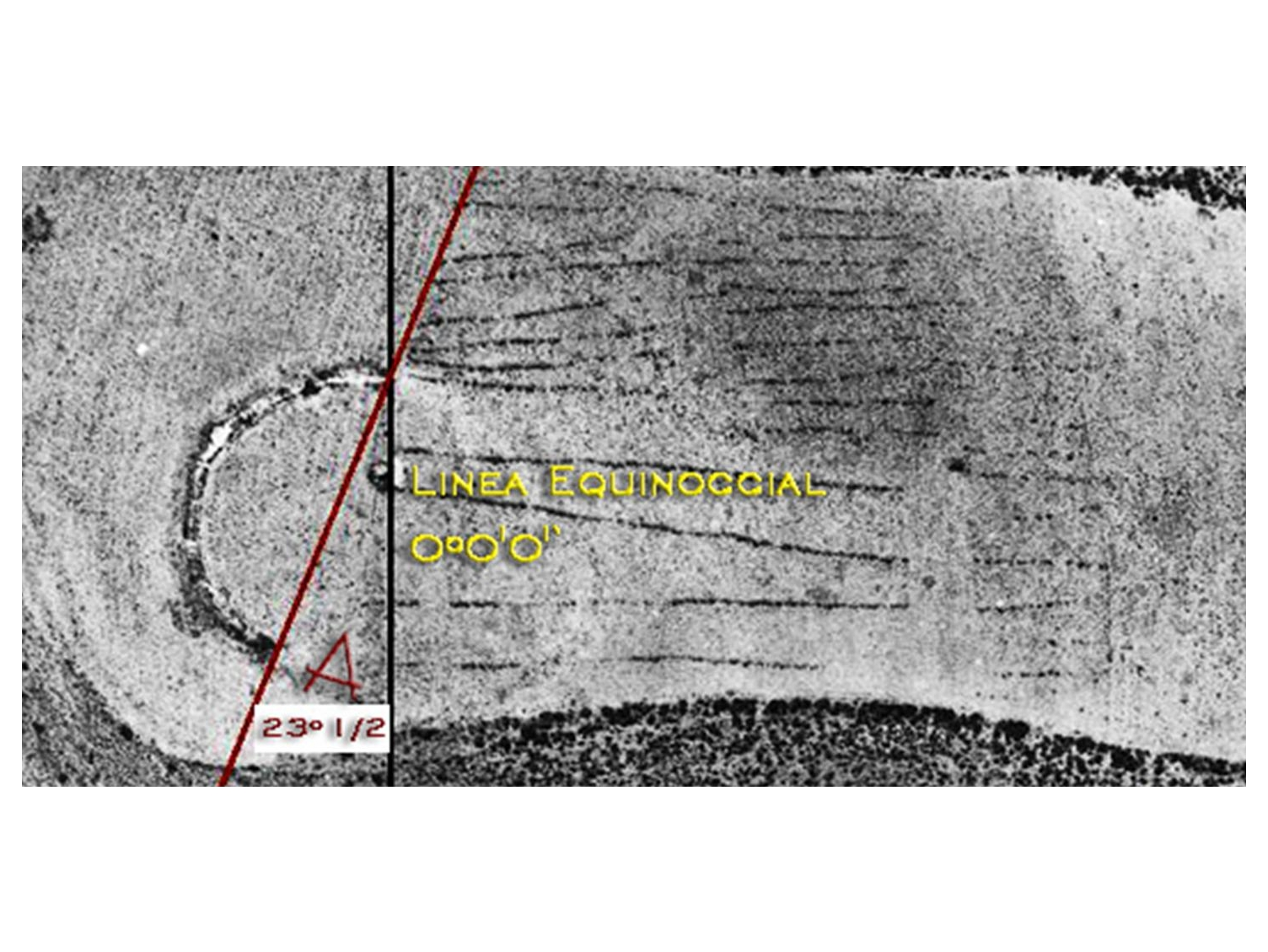
Fotografía aérea. Puede apreciarse el paso del ecuador a un lado del disco. También. que el ángulo que forma con los extremos del muro es muy aproximado a la inclinación de la Tierra.

En el sector noroeste del sitio, se halla un disco lítico o plataforma circular de piedra de 8 metros de diámetro principalmente compuesto de piedras de cantería. Presenta tres líneas de piedras, dos ubicadas diametralmente y una radialmente. En las zonas aledañas, también existen otros discos que datan de épocas prehispánicas. Varios han sido encontrados gracias a la colaboración de pobladores y se considera la probabilidad que haya más discos enterrados. Actualmente, han sido contados trece discos en total. Si bien muchos de los pobladores nativos actuales creen que el fin de estos discos era servir de superficie plana y sólida para la trilla del trigo y otros cereales, se han detectado 27 alineamientos astronómicos y geodésicos que cuestionan fuertemente dicha teoría.
El sitio se encuentra prácticamente en abandono. En las cercanías, están siendo llevados a cabo trabajos mineros que pueden poner en riesgo su integridad. Aun así, el gobierno no ha tomado acción alguna. En 2011, fue considerado "El único monumento preinca en Ecuador que está siendo explotado". Junto con los discos líticos de Jarata y Pacpo ubicados al sur, conforman una línea recta en la cual el relieve montañoso dibuja una sombra durante el solsticio de junio.

#### El señor del árbol
Cerca de San Catequilla de Pichincha se encuentra Pomasqui, un poblado que se creó a partir de una reducción de territorio de indígenas después de la conquista. Etimológicamente pomasqui significa el posadero del puma, lo que haría referencia al mito de catequil y su representación como tigre-luna. Atravesado por el río monjas, los cerros que lo rodean se encuentran relacionados con postes de madera que representan un ídolo llamado cepos. Según investigaciones históricas en Catequilla existió un templo en su cúspide donde se veneraba un ídolo de barro con la boca abierta desde donde fluía sangre de una mujer que era sacrificada. Esta boca del ídolo se conectaba a través de un canal interior hacia lo profundo de la tierra. En las cercanías se encontró evidencia arqueológica de un acta huasi, que era un lugar donde se encontraban las mujeres que eran sacrificadas. De acuerdo a la información de los padres franciscanos, encargados de la evangelización del lugar, estas prácticas se mantuvieron hasta después de la conquista por lo que los esfuerzos por la evangelización llevaron a la destrucción de este ídolo con el fin de salvar a la última víctima que iba a ser sacrificada. Según crónicas los indígenas se enojarían ante tal acto y persiguieron a los fralies hasta el cerro de Pimán. Para consolidar la evangelización se construyó un convento de monjas clarisas en Pomasqui. El ídolo era construido con madera de Quishihuar, un árbol sagrado, sobre el cual se esculpiría una imagen de Cristo que se convertiría posteriormente en el Señor del Árbol.